# Chaix
Chaix (en Poitevin Chai) era una comuna francesa situada en el departamento de Vandea, de la región de Países del Loira, que el uno de enero de 2017 pasó a ser una comuna delegada de la comuna nueva de Auchay-sur-Vendée al fusionarse con la comuna de Auzay.

## Demografía
| Gráfica de evolución demográfica de Chaix entre 1800 y 2014 |
|                                                             |

Los datos demográficos contemplados en este gráfico de la comuna de Chaix se han cogido de 1800 a 1999 de la página francesa EHESS/Cassini, y los demás datos de la página del INSEE.